# Listă de filme americane din 1904
Aceasta este o listă de filme americane din 1904:
| Titlu                                     | Regizor              | Actori | Gen                  | Note |
| ----------------------------------------- | -------------------- | ------ | -------------------- | --- |
| Alligator Farm                            |                      |        | Documentar           | Filmat în vara 1903 în Atlantic City, New Jersey                                                                                          |
| The Automobile Race                       |                      |        |                      | |
| The Chicago Fire                          |                      |        | Documentar în direct | A filmat live un incendiu la Chicago cu pompieri pe acoperișurile clădirilor aruncând jeturi de apă pe clădirea care arde cu un fum negru |
| The Child Stealers                        |                      |        |                      | |
| Decoyed                                   |                      |        |                      | |
| A Ferry in the Far East                   |                      |        |                      | |
| Fording a Stream                          |                      |        |                      | |
| The Great Baltimore Fire                  |                      |        |                      | |
| High Diving and Reverse                   |                      |        |                      | |
| Hurdle Jumping                            |                      |        |                      | |
| An Intelligent Elephant                   |                      |        |                      | |
| The Monkey Bicyclist                      |                      |        |                      | |
| Monkey, Dog and Pony Circus               |                      |        |                      | |
| Nervy Nat Kisses the Bride                | Edwin S. Porter      |        | Comedie              | |
| A Nigger in the Woodpile                  |                      |        |                      | |
| Parsifal                                  | Edwin S. Porter      |        |                      | |
| The Lover's Ruse                          |                      |        |                      | |
| A Race for a Kiss                         |                      |        |                      | |
| Raid on a Coiner's Den                    |                      |        |                      | |
| Revenge!                                  |                      |        |                      | |
| A Railway Tragedy                         |                      |        |                      | |
| Scarecrow Pump                            | Edwin Stanton Porter |        | Comedie              | |
| The Strenuous Life; or, Anti-Race Suicide | Edwin S. Porter      |        | Comedie              | |
| The Suburbanite                           | Wallace McCutcheon   |        | Comedie              | |
| Westinghouse Works, 1904                  |                      |        |                      | |